# Liste der Baudenkmäler in Ebensfeld
Auf dieser Seite sind die Baudenkmäler in dem oberfränkischen Markt Ebensfeld zusammengestellt. Diese Tabelle ist eine Teilliste der Liste der Baudenkmäler in Bayern. Grundlage ist die Bayerische Denkmalliste, die auf Basis des Bayerischen Denkmalschutzgesetzes vom 1. Oktober 1973 erstmals erstellt wurde und seither durch das Bayerische Landesamt für Denkmalpflege geführt wird. Die folgenden Angaben ersetzen nicht die rechtsverbindliche Auskunft der Denkmalschutzbehörde.

## Ensemble

### Ortskern Kleukheim
Das Dorfensemble (Lage) umfasst die Straßenräume entlang des Kellbaches und seines Seitenarmes, des Froschbachs mit der Tiefe der jeweils angrenzenden Hofparzellen. Der 1137 erstmals in einer Schenkungsurkunde des Bamberger Bischofs Otto an das Kloster Michelsberg zur Grundausstattung seiner Zelle Sankt Getreu erwähnte Name für Kleukheim, „Clucowa“, wird als slawisch interpretiert. Die Silbe „-heim“ kann nicht wie in anderen Fällen als eine der seit der zweiten Hälfte des 7. Jahrhunderts zahlreichen fränkischen Gründungen der Region gedeutet werden. Kleukheim wurde noch 1239 „Kliucave“ genannt, die Nachsilbe fand erst spät, das heißt, wohl unabhängig von Gründungsakten, Eingang in den Ortsnamen. Die Qualität der gewonnenen landwirtschaftlichen Böden ermöglichte das Wachstum der Siedlung. 1625 wurde Kleukheim durch den Bamberger Fürstbischof Johann Georg Fuchs von Dornheim kirchlich von Ebensfeld getrennt und zur selbstständigen Pfarrei erhoben. Nach dem Dreißigjährigen Krieg kamen Siedler aus dem Frankenwald in den Ort, der bis zur Mitte des 20. Jahrhunderts als großes Bauerndorf die Funktion eines Zentrums in einer Kleinregion ausfüllte. Zum Ort gehörten zwei Mühlen, verschiedene Handwerker und mehrere Gastwirtschaften. Seit 1978 ist Kleukheim ein Ortsteil von Ebensfeld. Innerhalb des Ensembles bilden der geradlinig ausgerichtete mittlere Abschnitt der Kleukheimer Hauptstraße und die Oberküpser Straße einen markanten Teilbereich. Beiderseits des außermittig an der Südseite angeordneten, eingefassten und von einer Reihe kleinkroniger Bäume begleiteten Kellbachs sind meist zweigeschossige Wohnstallgebäude und einige Austragshäuser angeordnet, die in den Obergeschossen häufig über Fachwerk mit einfachen und geschwungenen Andreaskreuzen verfügen. Als Dominante beherrscht die katholische Pfarrkirche Sankt Wolfgang mit ihrer spitzen Turmhaube das gesamte Ensemble. Die platzartige Situation mit dem gegenüber der Kirche errichteten Denkmal, mehreren charakteristischen Höfen und dem angrenzenden Schulplatz bildet das Zentrum des Dorfes. Der westliche Teilbereich des Ortes entlang des Froschbaches weist einen differenzierten Raumeindruck auf. Die prägenden Gebäude, Wohnstallhäuser mit Fachwerk-Fassaden oder rückwärtige Nebengebäude verteilen sich im gesamten Bereich. Nur einige historisch bedeutende Bauwerke befinden sich in Seitenstraßen der genannten Teilbereiche, so in der Bergstraße und der Oberen Mühlstraße. Auch Spuren historisierender Bauweisen aus dem späten 19. und frühen 20. Jahrhundert sind in der Ortslage zu finden, so am Schulplatz, am Steinweg 14 oder in der Kleukheimer Hauptstraße 38. Die Umbauten rückwärtiger, oft höher liegender Gebäude, insbesondere von deren Dachflächen, beeinflussen zunehmend den Gesamteindruck des Ensembles. Aktennummer: E-4-78-120-1.

## Baudenkmäler nach Gemeindeteilen

### Ebensfeld
| Lage | Objekt                                     | Beschreibung | Akten-Nr.               | Bild                                 |
| --- | ------------------------------------------ | --- | ----------------------- | ------------------------------------ |
| Bamberger Straße (am Ortsrand) (Standort) | Bildstock                                  | Sandstein, weinumrankte Säule mit korinthischem Kapitell, vierseitiger Aufsatz mit Reliefs, bezeichnet „1711“                                                                                             | D-4-78-120-32 Wikidata  | Bildstock                            |
| Bahnhofstraße 30 (Standort) | Ehemaliges Büro- und Lagerhaus der BayWa   | Zweigeschossiger, verputzter Massivbau mit Halbwalmdach und Dachhaube, 1922 | D-4-78-120-264          | BW                                   |
| Bahnhofstraße 30 (Standort) | Lagerhalle                                 | Eingeschossiger Flachsatteldachbau, von Anton Staller, 1936 | D-4-78-120-264          | BW                                   |
| Dientzenhoferstraße, am Ortsende, nördliche Staatsstraße 2197, am Kreisverkehr (Standort)                                                    | Kreuzschlepper                             | Sandstein, bezeichnet „1812“ | D-4-78-120-36 Wikidata  | Kreuzschlepper                       |
| Eulengraben, in der Nähe der A 73, an der Gabelung der Straßen nach Kutzenberg und Oberleiterbach (Standort)                                 | Bildstock                                  | Sandstein, weinumrankte Säule mit ionischem Kapitell und vierseitigem Aufsatz, bezeichnet „1691“ | D-4-78-120-245 Wikidata | Bildstock                            |
| Hauptstraße 13 (Standort) | Wohnhaus                                   | Zweigeschossiges Satteldachhaus, straßenseitig abgewalmt, verkleidetes Fachwerkobergeschoss, spätes 18./frühes 19. Jahrhundert                                                                            | D-4-78-120-3 Wikidata   | Wohnhaus                             |
| Hauptstraße 14 (Standort) | Wohnhaus                                   | Zweigeschossiges Walmdachhaus, verputztes Fachwerkobergeschoss, spätes 18./frühes 19. Jahrhundert | D-4-78-120-4 Wikidata   | Wohnhaus                             |
| Hauptstraße 37 (Standort) | Wohnhaus                                   | Zweigeschossiges Satteldachhaus, straßenseitig Walm, verputztes Fachwerkobergeschoss, zweite Hälfte 18. Jahrhundert                                                                                       | D-4-78-120-6 Wikidata   | Wohnhaus                             |
| Hauptstraße, vor Nr. 38 (Standort) | Sandsteinstatue des Heiligen Florian       | Bezeichnet „1740“ | D-4-78-120-7 Wikidata   | Sandsteinstatue des Heiligen Florian |
| Hauptstraße 41 (Standort) | Wohnhaus                                   | Zweigeschossiges Walmdachhaus, straßenseitig Halbwalm, teilweise verputztes Fachwerkobergeschoss, im Erdgeschoss Ecklisenen, um 1700                                                                      | D-4-78-120-8 Wikidata   | Wohnhaus                             |
| Hauptstraße 46 (Standort) | Gasthof zum Schwan                         | Zweigeschossiges traufständiges Walmdachhaus mit straßenseitig acht Achsen, verputztes Fachwerkobergeschoss, Hofeinfahrt, um 1750                                                                         | D-4-78-120-9 Wikidata   | Gasthof zum Schwan                   |
| Hauptstraße 47 (Standort) | Wohnhaus                                   | Zweigeschossiges traufständiges Walmdachhaus mit straßenseitig sechs Achsen, Fachwerkobergeschoss, Sandsteingliederungen im Erdgeschoss, Hofdurchfahrt, bezeichnet „1712“                                 | D-4-78-120-10 Wikidata  | Wohnhaus                             |
| Hauptstraße 49 (Standort) | Ehemalige Apotheke                         | Zweigeschossiges Satteldachhaus mit abgewalmtem Giebel, Fachwerkobergeschoss, frühes 19. Jahrhundert | D-4-78-120-11 Wikidata  | Ehemalige Apotheke                   |
| Hauptstraße 51, Kirchgasse (Standort) | Ehemalige Brauerei Neuner                  | Zweigeschossiges Satteldachhaus, straßenseitig abgewalmt, spätes 18. Jahrhundert | D-4-78-120-12 Wikidata  | Ehemalige Brauerei Neuner            |
| Hauptstraße 51, Kirchgasse, neben dem Haus (Standort)                                                                                        | Christus an der Martersäule                | Sandstein, bezeichnet „1737“ | D-4-78-120-12 Wikidata  | Christus an der Martersäule          |
| Kirchgasse 1 (Standort) | Wohnhaus                                   | Zweigeschossiges Fachwerkhaus mit Halbwalmdach, erste Hälfte 19. Jahrhundert, mit historistischer Putzgliederung, um 1900                                                                                 | D-4-78-120-201 Wikidata | Wohnhaus                             |
| Kirchgasse 2, Nähe Hauptstraße (Standort) | Wohnhaus                                   | Zweigeschossiges Satteldachhaus, straßenseitig abgewalmt, verputztes Fachwerkobergeschoss, zweite Hälfte 18. Jahrhundert                                                                                  | D-4-78-120-14 Wikidata  | Wohnhaus                             |
| Kirchgasse 2, Nähe Hauptstraße, daneben an der Brücke über den Kellbach (Standort)                                                           | Statue Heiliger Johannes Nepomuk           | Sandstein, um 1750/60 | D-4-78-120-14 Wikidata  | Statue Heiliger Johannes Nepomuk     |
| Kirchgasse 10 (Standort) | Katholische Pfarrkirche Mariä Verkündigung | 1653/57 über älterem Kern, Turm 1696, Langhauserweiterung 1911–12 von Wilhelm Schmitz, ehemaliger Ostchor jetzt Langhaus, Westchor mit Flachkuppel, Turm nördlich des Ostchors mit Haube, mit Ausstattung | D-4-78-120-16 Wikidata  | weitere Bilder                       |
| Kirchgasse 10, am Westchor der Pfarrkirche (Standort)                                                                                        | Kriegerdenkmal von 1918                    | | D-4-78-120-17 Wikidata  | Kriegerdenkmal von 1918              |
| Kirchgasse 13 (Standort) | Wohnhaus                                   | Zweigeschossiges Satteldachhaus, Fachwerk, am Giebel Zierfachwerk, mittleres 17. Jahrhundert | D-4-78-120-18 Wikidata  | Wohnhaus                             |
| Kreisstraße LIF 25, am Ortsrand, südliche Staatsstraße 2197, am Kreisverkehr (Standort)                                                      | Bildstock                                  | Sandstein, Säule, vierseitiger Aufsatz mit pyramidenförmigem Abschluss, bezeichnet „1685“ | D-4-78-120-34 Wikidata  | Bildstock                            |
| Mühlgasse 2 (Standort) | Wohnhaus                                   | Eingeschossiges Satteldachhaus, Fachwerk, zweite Hälfte 18. Jahrhundert | D-4-78-120-19 Wikidata  | Wohnhaus                             |
| Mühlgasse 5 (Standort) | Wohnhaus                                   | Eingeschossiges Satteldachhaus, Straßengiebel abgewalmt, 17./18. Jahrhundert | D-4-78-120-20 Wikidata  | Wohnhaus                             |
| Mühlgasse 7 (Standort) | Wohnhaus                                   | Eingeschossiges Wohnstallhaus mit hohem Halbwalmdach, noch 17. Jahrhundert | D-4-78-120-22 Wikidata  | Wohnhaus                             |
| Mühlgasse 11 (Standort) | Mühle, Hofanlage, Mühlengebäude            | Eingeschossig, Fachwerk des 17. Jahrhunderts, Massivteile wohl 19. Jahrhundert | D-4-78-120-23 Wikidata  | BW                                   |
| Mühlgasse 11 (Standort) | Mühle, Hofanlage, Wohnhaus                 | Zweigeschossig mit Halbwalmdach, Fachwerk, Mitte 17. Jahrhundert und 18.–19. Jahrhundert | D-4-78-120-23 Wikidata  | Mühle, Hofanlage, Wohnhaus           |
| Mühlgasse 11 (Standort) | Mühle, Hofanlage, Scheune                  | Mit Halbwalmdach, Fachwerk, Mitte 17. Jahrhundert, verlängert 18. Jahrhundert | D-4-78-120-23 Wikidata  | BW                                   |
| Mühlgasse 11 (Standort) | Mühle, Hofanlage, Stall                    | Eingeschossiger Fachwerkbau, Sandstein, 17. Jahrhundert, um 1900 umgestaltet, Garten | D-4-78-120-23 Wikidata  | BW                                   |
| Mühlgasse 11 (Standort) | Mühle, Hofanlage, Garten                   | | D-4-78-120-23 Wikidata  | BW                                   |
| Oberbrunner Straße 2 (Standort) | Wohnhaus                                   | Zweigeschossiges Walmdachhaus, verputztes Fachwerkobergeschoss, spätes 18. Jahrhundert | D-4-78-120-24 Wikidata  | Wohnhaus                             |
| Pferdsfelder Weg, ca. 700 m von der Ortsmitte, nördliche Staatsstraße 2197 (Standort)                                                        | Kruzifix                                   | Sandstein, bezeichnet „1878“ | D-4-78-120-35 Wikidata  | Kruzifix                             |
| Pferdsfelder Weg, 1,4 km nordöstlich der Ortsmitte, nördliche Staatsstraße 2197 (Standort)                                                   | Bildstock                                  | Sandstein, Säule mit vierseitigem Aufsatz, 1693 von Johann Georg Burchart | D-4-78-120-246 Wikidata | Bildstock                            |
| Prächtinger Straße 27, Prächtinger Straße 29, Prächtinger Straße 31 (Standort)                                                               | Friedhof                                   | Mit Grabdenkmälern, Anlage von 1870 | D-4-78-120-25 Wikidata  | BW                                   |
| Prächtinger Straße 31 (Standort) | Friedhofskapelle                           | Neugotischer Sandsteinquaderbau mit Satteldach und Dachreiter, in Nische Kreuzigungsgruppe, 1870, mit Ausstattung                                                                                         | D-4-78-120-26 Wikidata  | weitere Bilder                       |
| Ried, an dem von der Staatsstraße abzweigendem gegenüber der Straße nach Kutzenberg liegendem Feldweg, südliche Staatsstraße 2197 (Standort) | Bildstock                                  | Sandstein, Säule mit korinthischem Kapitell und vierseitigem Aufsatz, bezeichnet „1711“, von Johannes Schwartzmann                                                                                        | D-4-78-120-33 Wikidata  | Bildstock                            |
| Sträublingsbach, am Sträublingsbach, ca. 950 m nordnordöstlich der Kirche, südlich Staatsstraße 2197 (Standort)                              | Zwei Bildstöcke                            | Sandstein, Sockel, vierseitige Aufsätze und korinthisches Kapitell, beide 1710 von Johannes Schwartzmann, neue Säulenschäfte                                                                              | D-4-78-120-31 Wikidata  | Zwei Bildstöcke                      |
| Untere Straße 8 (Standort) | Wohnhaus                                   | Eingeschossiges Satteldachhaus, Straßengiebel mit Krüppelwalm, Fachwerk, am Giebel Zierfachwerk, zweite Hälfte 18. Jahrhundert                                                                            | D-4-78-120-27 Wikidata  | Wohnhaus                             |
| Untere Straße 18 (Standort) | Scheune                                    | Fachwerk, mit Satteldach (Rückgebäude) | D-4-78-120-28 Wikidata  | Scheune                              |
| Untere Straße 59 (Standort) | Wohnhaus                                   | Eingeschossiges Kleinhaus mit Satteldach, Straßengiebel Halbwalm, verputztes Fachwerk, um 1800 | D-4-78-120-30 Wikidata  | Wohnhaus                             |

### Birkach
| Lage                                                               | Objekt                                                | Beschreibung | Akten-Nr.              | Bild              |
| ------------------------------------------------------------------ | ----------------------------------------------------- | --- | ---------------------- | ----------------- |
| Grund, Kreisstraße LIF 25, an der Straße nach Oberbrunn (Standort) | Bildstock                                             | Sandstein, Pfeiler mit korinthisierendem Kapitell und vierseitigem Aufsatz, Mitte 18. Jahrhundert                           | D-4-78-120-42 Wikidata | weitere Bilder    |
| Nähe Kreuzbachstraße (Standort)                                    | Katholische Filialkirche Mariä Unbefleckte Empfängnis | Neuromanisch-gotischer Hausteinquaderbau mit Dachreiter, 1857/58, mit Ausstattung                                           | D-4-78-120-37 Wikidata | weitere Bilder    |
| Kreuzbachstraße 12 (Standort)                                      | Wohnhaus                                              | Zweigeschossiges abgewalmtes Satteldachhaus, Fachwerkobergeschoss, im Erdgeschoss Eckpilaster, erste Hälfte 18. Jahrhundert | D-4-78-120-38 Wikidata | Wohnhaus          |
| Kreuzbachstraße 19 (Standort)                                      | Kreuzigungsgruppe                                     | Sandstein, 1887 | D-4-78-120-39 Wikidata | Kreuzigungsgruppe |
| Kreuzbachstraße 20 (Standort)                                      | Bildstock                                             | Sandstein, Vierkantschaft mit korinthisierendem Kapitell und vierseitigem Aufsatz, bezeichnet „1757“                        | D-4-78-120-40 Wikidata | Bildstock         |
| Mühlleite, ca. 200 m südwestlich Kreuzbachstraße 20 (Standort)     | Bildhäuschen                                          | Sandstein, pilastergerahmte Stichbogennische, spätes 18. Jahrhundert                                                        | D-4-78-120-41 Wikidata | Bildhäuschen      |

### Dittersbrunn
| Lage                                                     | Objekt                                              | Beschreibung | Akten-Nr.              | Bild           |
| -------------------------------------------------------- | --------------------------------------------------- | --- | ---------------------- | -------------- |
| Dittersbrunn 7 (Standort)                                | Wohnstallhaus                                       | Eingeschossig, mit Satteldach, vorderer Giebel Halbwalm, Fachwerk, frühes 19. Jahrhundert | D-4-78-120-44 Wikidata | Wohnstallhaus  |
| Dittersbrunn 12 (Standort)                               | Wohnhaus                                            | Eingeschossiges Fachwerkhaus mit Satteldach, 18./19. Jahrhundert, Scheune mit Satteldach | D-4-78-120-48 Wikidata | Wohnhaus       |
| Dittersbrunn 17 (Standort)                               | Wohnstallbau                                        | Eingeschossig, mit Halbwalmdach, Fachwerk, Giebelseite verschiefert mit Schiefermalereien, wohl erste Hälfte 19. Jahrhundert, Kern datiert „1711“ | D-4-78-120-45 Wikidata | Wohnstallbau   |
| Dittersbrunn 17 (Standort)                               | Scheune                                             | Fachwerkbau mit Stallteil, 18./19. Jahrhundert | D-4-78-120-45 Wikidata | Scheune        |
| Dittersbrunn 18 (Standort)                               | Scheune                                             | Fachwerkbau mit Satteldach, 18. Jahrhundert | D-4-78-120-46 Wikidata | Scheune        |
| Nähe Dittersbrunn, Veitsberg, auf dem Ansberg (Standort) | Katholische Filial- und Wallfahrtskirche Sankt Veit | Dreiachsiges Langhaus, leicht eingezogener Chor, Sandsteinquaderbau mit Dachreiter, 1717–19 von Andreas Rheinthaler über älterem Kern (Burgstall Ansberg), mit Ausstattung, mit bauzeitlichem „Lindenkranz“ um die Kapelle (21 Bäume), der älteste geschlossene Lindenkranz Europas | D-4-78-120-49 Wikidata | weitere Bilder |
| In Dittersbrunn (Standort)                               | Ausziehhaus                                         | Eingeschossiges Fachwerkhaus mit Satteldach, spätes 18. Jahrhundert | D-4-78-120-47 Wikidata | Ausziehhaus    |

### Döringstadt
| Lage                                                                        | Objekt                                      | Beschreibung | Akten-Nr.               | Bild                                     |
| --------------------------------------------------------------------------- | ------------------------------------------- | --- | ----------------------- | ---------------------------------------- |
| Bernhardsgraben (Standort)                                                  | Zweijochige Brücke über den Bernhardsgraben | Sandsteinquader, Mitte 19. Jahrhundert | D-4-78-120-205 Wikidata | weitere Bilder                           |
| Bischof-Senger-Straße 14 (Standort)                                         | Wohnstallhaus                               | Eingeschossig, mit abgewalmten Satteldach, Fachwerk, bezeichnet „1848“                                                                                    | D-4-78-120-53 Wikidata  | Wohnstallhaus                            |
| Vor Bischof-Senger-Straße 15 (Standort)                                     | Brunnen                                     | Sandstein, runder gebauchter Brunnentrog, mit zwei Pfeilern und darüber liegendem Zeltdach, bezeichnet „1742“                                             | D-4-78-120-54 Wikidata  | Brunnen                                  |
| Bischof-Senger-Straße 18 (Standort)                                         | Gasthaus Brauerei Senger                    | Zweigeschossiges Walmdachhaus, Fachwerkobergeschoss mit Zierfachwerk, frühes 18. Jahrhundert                                                              | D-4-78-120-52 Wikidata  | Gasthaus Brauerei Senger                 |
| Bischof-Senger-Straße 18 (Standort)                                         | Brauhaus                                    | Zweigeschossiger Halbwalmdachbau, Sandsteinquader und Fachwerk, frühes 19. Jahrhundert                                                                    | D-4-78-120-52 Wikidata  | Brauhaus                                 |
| Bischof-Senger-Straße 19 (Standort)                                         | Wohnstallhaus                               | Zweigeschossig, mit Kniestock und Satteldach, Sichtfachwerk mit Andreaskreuzen, Laubsägedekor am Giebel, Freitreppe, Hausmadonna mit Glasschrein, um 1900 | D-4-78-120-55 Wikidata  | Wohnstallhaus                            |
| Bischof-Senger-Straße 23 (Standort)                                         | Kruzifix                                    | Sandstein, am Sockel Schwarzglasplatte, bezeichnet „1905“                                                                                                 | D-4-78-120-56 Wikidata  | Kruzifix                                 |
| Bischof-Senger-Straße 24 (Standort)                                         | Wohnstallhaus                               | Eingeschossig, mit abgewalmten Satteldach, Fachwerk, erste Hälfte 19. Jahrhundert                                                                         | D-4-78-120-51 Wikidata  | Wohnstallhaus                            |
| Bischof-Senger-Straße 30 (Standort)                                         | Ehemalige Gaststätte zur Jägersruh          | Zweigeschossiges Walmdachhaus, verputztes Fachwerkobergeschoss, zweite Hälfte 18. Jahrhundert                                                             | D-4-78-120-50 Wikidata  | Ehemalige Gaststätte zur Jägersruh       |
| Bischof-Senger-Straße 46 (Standort)                                         | Wohnstallhaus                               | Eingeschossig, mit Halbwalmdach, Sandsteinquader, 1850/60                                                                                                 | D-4-78-120-59 Wikidata  | Wohnstallhaus                            |
| Brunnenplatz (Standort)                                                     | Brunnen                                     | Sandstein, runder gebauchter Brunnentrog, mit zwei Pfeilern und darüber liegendem Satteldach, bezeichnet „1753“                                           | D-4-78-120-231 Wikidata | Brunnen                                  |
| Böse Peunt, in der Flurlage Froschleite (Standort)                          | Bildstock                                   | Sandstein, Säule mit ionischem Kapitell und vierseitigem Aufsatz, erstes Viertel 18. Jahrhundert                                                          | D-4-78-120-67 Wikidata  | Bildstock                                |
| Brunnenplatz 12 (Standort)                                                  | Bildstock                                   | Sandstein, Säule mit korinthischem Kapitell und vierseitigem Aufsatz, bezeichnet „1726“                                                                   | D-4-78-120-58 Wikidata  | Bildstock                                |
| Nähe Bgm.-Meixner-Straße (Standort)                                         | Brauhaus                                    | Zweigeschossiger Halbwalmdachbau, Fachwerkobergeschoss, bezeichnet „1813“                                                                                 | D-4-78-120-60 Wikidata  | Brauhaus                                 |
| Draisdorfer Weg, am Döringstädter Berg (Standort)                           | Bildstock                                   | Sandstein, achtkantiger Pfeiler mit vierseitigem Aufsatz, bezeichnet „1614“                                                                               | D-4-78-120-65 Wikidata  | Bildstock                                |
| Geyersberg 5 (Standort)                                                     | Wohnstallhaus                               | Eingeschossig, mit Satteldach, Fachwerk, um 1900 | D-4-78-120-61 Wikidata  | Wohnstallhaus                            |
| Groll, am Feldweg zum Emmersberg (Standort)                                 | Bildstock                                   | Sandstein, Säule mit vierseitigem Aufsatz mit Zeltdach, um 1700                                                                                           | D-4-78-120-66 Wikidata  | Bildstock                                |
| Haigerten, an der Straße nach Ebensfeld (Standort)                          | Feldkapelle                                 | Sandsteinquaderbau mit Satteldach, mittleres 19. Jahrhundert, mit Ausstattung                                                                             | D-4-78-120-70 Wikidata  | Feldkapelle                              |
| Kirchleite, Weinberge, in der Flurlage Schnelzgalgen (Standort)             | Bildstock                                   | Sandstein, Säule mit vierseitigem Aufsatz, Schaftstück mit Kanneluren 15./16. Jahrhundert, glatter Schaft und Aufsatz 17. Jahrhundert                     | D-4-78-120-69 Wikidata  | Bildstock                                |
| Melm, auf dem Döringstädter Berg (Standort)                                 | Feldkapelle                                 | Sandsteinquaderbau mit Satteldach, 1852 | D-4-78-120-68 Wikidata  | Feldkapelle                              |
| Vogteistraße 1 (Standort)                                                   | Ehemaliges dompropsteiliches Amtshaus       | Zweigeschossiges verputztes Walmdachhaus, verputztes Fachwerkobergeschoss, genutete Ecklisenen im Erdgeschoss, 1732 über Kern des 16./17. Jahrhunderts    | D-4-78-120-62 Wikidata  | Ehemaliges dompropsteiliches Amtshaus    |
| Vogteistraße 6 (Standort)                                                   | Wohnhaus                                    | Zweigeschossiger Satteldachbau mit Zwerchgiebel, Sandsteingliederungen, um 1895                                                                           | D-4-78-120-202 Wikidata | Wohnhaus                                 |
| Vogteistraße 6 (Standort)                                                   | Scheune                                     | Fachwerkbau mit Satteldach, 18. Jahrhundert | D-4-78-120-202 Wikidata | Scheune                                  |
| Vogteistraße 7 (Standort)                                                   | Katholische Pfarrkirche Sankt Martin        | Chorturmanlage, Chorturm, erste Hälfte 15. Jahrhundert, Langhaus von Joseph Greising, 1715/16 über älterem Kern, mit Ausstattung                          | D-4-78-120-64 Wikidata  | weitere Bilder                           |
| Vogteistraße 7 (Standort)                                                   | Friedhofsmauer                              | Mittelalterlich, in einer Mauernische Sandsteinrelief, wohl erste Hälfte 15. Jahrhundert                                                                  | D-4-78-120-64 Wikidata  | Friedhofsmauer                           |
| Vogteistraße 9 (Standort)                                                   | Ehemaliges Schulhaus                        | Zweigeschossiger Walmdachbau, Sandsteingliederungen, um 1800                                                                                              | D-4-78-120-203 Wikidata | Ehemaliges Schulhaus                     |
| Vogteistraße 11, Nähe Vogteistraße (Standort)                               | Katholisches Pfarrhaus                      | Zweigeschossiges verputztes Walmdachhaus mit drei zu fünf Achsen, 1781                                                                                    | D-4-78-120-63 Wikidata  | Katholisches Pfarrhaus                   |
| Vogteistraße 11, Nähe Vogteistraße, am Bernhardsgraben (Standort)           | Sandsteinstatue des Johannes von Nepomuk    | Um 1760/70, wohl Werkstatt des Johann Bernhard Kamm | D-4-78-120-63 Wikidata  | Sandsteinstatue des Johannes von Nepomuk |
| Nähe Vogteistraße, zwischen Vogteistraße und nördlichem Etterweg (Standort) | Sandsteinplattenweg                         | 19. Jahrhundert | D-4-78-120-204 Wikidata | Sandsteinplattenweg                      |
| Nähe Vogteistraße, hinter der Kirche (Standort)                             | Kriegerdenkmal                              | Sandsteinkruzifix in apsiedenförmiger Anlage, bezeichnet „1864“, später zum Kriegerdenkmal für 1914/18 und 1939/45 erweitert                              | D-4-78-120-206 Wikidata | Kriegerdenkmal                           |

### Draisdorf
| Lage                     | Objekt        | Beschreibung                                                              | Akten-Nr.              | Bild          |
| ------------------------ | ------------- | ------------------------------------------------------------------------- | ---------------------- | ------------- |
| Eierbergweg 1 (Standort) | Wohnhaus      | Zweigeschossiges Halbwalmdachhaus, verschiefertes Fachwerk, 1850          | D-4-78-120-71 Wikidata | Wohnhaus      |
| Zur Linde 3 (Standort)   | Wohnstallhaus | Eingeschossig, mit Satteldach, Fachwerk, Sandsteinquader, 18. Jahrhundert | D-4-78-120-73 Wikidata | Wohnstallhaus |

### Eggenbach
| Lage                                                    | Objekt                                                                   | Beschreibung | Akten-Nr.               | Bild           |
| ------------------------------------------------------- | ------------------------------------------------------------------------ | --- | ----------------------- | -------------- |
| Eggenbacher Hauptstraße 9 (Standort)                    | Wohnhaus                                                                 | Zweigeschossiges Bauernhaus mit Walmdach, Fachwerk, Laube, spätes 17./frühes 18. Jahrhundert | D-4-78-120-74 Wikidata  | Wohnhaus       |
| Eggenbacher Hauptstraße 17 (Standort)                   | Wohnhaus                                                                 | Zweigeschossiges Halbwalmdachhaus, Fachwerk, spätes 18. Jahrhundert | D-4-78-120-75 Wikidata  | Wohnhaus       |
| Eggenbacher Hauptstraße 19 (Standort)                   | Bauernhaus                                                               | Zweigeschossiges Halbwalmdachhaus, verputztes Fachwerk, Obergeschoss westseitig verschiefert, spätes 18./frühes 19. Jahrhundert, Sandsteinquaderscheune mit Satteldach | D-4-78-120-76 Wikidata  | Bauernhaus     |
| Eggenbacher Hauptstraße 21 (Standort)                   | Wohnstallhaus                                                            | Zweigeschossig, mit Satteldach, Fachwerk, zweite Hälfte 18. Jahrhundert | D-4-78-120-77 Wikidata  | Wohnstallhaus  |
| Eggenbacher Hauptstraße 22 (Standort)                   | Wohnstallhaus                                                            | Eingeschossig, mit Halbwalmdach, verputztes Fachwerk, Stall aus Sandsteinquadern, mittleres 19. Jahrhundert | D-4-78-120-80 Wikidata  | Wohnstallhaus  |
| In Eggenbach (Standort)                                 | Wohnstallhaus                                                            | Eingeschossig, mit Halbwalmdach, Fachwerk, bezeichnet „1847“, Erdgeschoss teilweise verändert | D-4-78-120-78 Wikidata  | Wohnstallhaus  |
| Hochstätte, nahe der Straße nach Döringstadt (Standort) | Bildstock                                                                | Sandstein, auf Vierkantsockel Säule mit vierseitigem Aufsatz, bezeichnet „1718“ | D-4-78-120-86 Wikidata  | Bildstock      |
| Kapellenäcker, südlich der Kirche (Standort)            | Bildstock                                                                | Sandstein, Säule mit ionischem Kapitell, rechteckiger Aufsatz mit schweifbogigem Abschluss, erstes Viertel 18. Jahrhundert | D-4-78-120-85 Wikidata  | Bildstock      |
| Nähe Klingenweg (Standort)                              | Katholische Kuratie- und Wallfahrtskirche zur Schmerzhaften Muttergottes | Putzbau mit Sandsteingliederungen, Dachreiter, zweifach gestufter Chor 1709, Langhaus 1730 von Johann Georg Salb, mit Ausstattung, darunter ein barockes Orgelgehäuse von Johann Conrad Schöpf von 1735, das in Größe und Registerbestand der Orgel der Marienkirche in Watzendorf (Kreis Coburg) entsprach. Um das Jahr 1970 wurde das gesamte Werk mit Windladen, Mechanik, Pfeifenbestand inklusive der Zinnpfeifen des Prospekts ausgebaut und ist unwiederbringlich verloren. | D-4-78-120-84 Wikidata  | weitere Bilder |
| Merkendorfer Straße 1 (Standort)                        | Wohnstallhaus                                                            | Gestelztes, eingeschossig, mit Satteldach, verschiefert, Freitreppe, Mitte 19. Jahrhundert | D-4-78-120-207 Wikidata | Wohnstallhaus  |
| Merkendorfer Straße 3 (Standort)                        | Wohnhaus                                                                 | Eingeschossiges Bauernhaus mit Halbwalmdach, Fachwerk, Laube, erste Hälfte 19. Jahrhundert | D-4-78-120-81 Wikidata  | Wohnhaus       |
| Merkendorfer Straße 5 (Standort)                        | Wohnstallhaus                                                            | Eingeschossig, mit Halbwalmdach, Fachwerk, 19. Jahrhundert | D-4-78-120-82 Wikidata  | Wohnstallhaus  |
| Merkendorfer Straße 9 (Standort)                        | Wohnhaus                                                                 | Eingeschossiges Bauernhaus mit Halbwalmdach, Fachwerk, Eingangslaube, mittleres 19. Jahrhundert | D-4-78-120-83 Wikidata  | Wohnhaus       |

### Erlhof
| Lage                                 | Objekt        | Beschreibung                                                                | Akten-Nr.              | Bild          |
| ------------------------------------ | ------------- | --------------------------------------------------------------------------- | ---------------------- | ------------- |
| Erlhof 6 (Standort)                  | Wohnstallhaus | Zweigeschossig, mit Halbwalmdach, Fachwerk, zweites Viertel 18. Jahrhundert | D-4-78-120-87 Wikidata | Wohnstallhaus |
| Schrotholz, im Breitenloh (Standort) | Kreuzstein    | Sandstein, spätmittelalterlich                                              | D-4-78-120-88          | Kreuzstein    |

### Freiberg
| Lage                                                   | Objekt      | Beschreibung | Akten-Nr.              | Bild        |
| ------------------------------------------------------ | ----------- | --- | ---------------------- | ----------- |
| Freiberg 4 (Standort)                                  | Wohnhaus    | Eingeschossiges Bauernhaus mit Halbwalmdach, Fachwerk mit Verschieferung, bezeichnet „1796“                                                                                     | D-4-78-120-89 Wikidata | Wohnhaus    |
| Freiberg 14, zwischen Haus Nummer 14 und 16 (Standort) | Dorfbrunnen | Schachteinfassung in Sandstein, darüber Fachwerkhäuschen mit Walmdach, Schachteinfassung spätes 18./frühes 19. Jahrhundert, Fachwerkhäuschen wohl zweite Hälfte 19. Jahrhundert | D-4-78-120-90 Wikidata | Dorfbrunnen |

### Hahnhof
| Lage                    | Objekt                                                               | Beschreibung | Akten-Nr.              | Bild           |
| ----------------------- | -------------------------------------------------------------------- | --- | ---------------------- | -------------- |
| Hanstraße 30 (Standort) | Katholische Pfarr- und Wallfahrtskirche Mariä Unbefleckte Empfängnis | 1713/14 bzw. 1765/67 über älterem Kern, zweiter Bauabschnitt unter Johann Thomas Nißler, Sandsteinquaderbau, leicht eingezogener Chor, Turm mit geschweifter Zwillingshaube, mit Ausstattung | D-4-78-120-92 Wikidata | weitere Bilder |
| Hanstraße 31 (Standort) | Bauernhof                                                            | Hauptgebäude, zweigeschossiges Walmdachhaus, zweite Hälfte 19. Jahrhundert | D-4-78-120-91 Wikidata | Bauernhof      |
| Hanstraße 31 (Standort) | Bauernhof                                                            | Stallungen und Scheune, Fachwerkgebäude mit Satteldach, 19./20. Jahrhundert über älteren Teilen                                                                                              | D-4-78-120-91 Wikidata | Bauernhof      |

### Kleukheim
| Lage                                                          | Objekt                                     | Beschreibung | Akten-Nr.               | Bild                                       |
| ------------------------------------------------------------- | ------------------------------------------ | --- | ----------------------- | ------------------------------------------ |
| Am Froschbach 17 (Standort)                                   | Wohnstallhaus                              | Eingeschossig, mit Halbwalmdach, Ecklisenen, geohrte Sandsteinrahmen, Mitte 18. Jahrhundert | D-4-78-120-209 Wikidata | Wohnstallhaus                              |
| Bergstraße 6 (Standort)                                       | Wohnstallhaus                              | Zweigeschossig, mit Satteldach, Zierfachwerk, Giebel verschiefert, erste Hälfte 18. Jahrhundert | D-4-78-120-93 Wikidata  | Wohnstallhaus                              |
| Fröschbach, in der Kirchstraße (Standort)                     | Wegkapelle                                 | Verputzter Satteldachbau, bezeichnet 1881, mit Bildnische und Heiligenfigur | D-4-78-120-240 Wikidata | Wegkapelle                                 |
| Kirchstraße 2 (Standort)                                      | Katholische Pfarrkirche Sankt Wolfgang     | Saalraum mit stark eingezogenem Chor, Turm mit Spitzhelm und Scharwachtürmchen, Chor und Turm 1625–26 von Giovanni Bonalino, 1745–47 Umgestaltung durch Konrad Fink, mit Ausstattung                                                                               | D-4-78-120-108 Wikidata | weitere Bilder                             |
| Kirchstraße 4 (Standort)                                      | Pfarrhaus                                  | Zweigeschossiger Steinbau mit Walmdach, 17. Jahrhundert, Veränderungen 18. und frühes 19. Jahrhundert | D-4-78-120-211 Wikidata | Pfarrhaus                                  |
| Kleukheimer Hauptstraße 14 (Standort)                         | Wohnstallhaus                              | Zweigeschossig, mit Walmdach, Fachwerkobergeschoss, Erdgeschoss mit Eckpilastern, erste Hälfte 19. Jahrhundert | D-4-78-120-96 Wikidata  | Wohnstallhaus                              |
| Kleukheimer Hauptstraße 18 (Standort)                         | Wohnhaus                                   | Zweigeschossiges Bauernhaus mit Satteldach und Zwerchhaus, ein Giebel mit Krüppelwalm, Fachwerkobergeschoss, im Erdgeschoss Eckpilaster aus Sandstein, 18./19. Jahrhundert                                                                                         | D-4-78-120-97 Wikidata  | Wohnhaus                                   |
| Kleukheimer Hauptstraße 20 (Standort)                         | Wohn- und Geschäftshaus                    | Zweigeschossiger Walmdachbau, Sandsteingliederungen, im Erdgeschoss verändert, Mitte 19. Jahrhundert | D-4-78-120-98 Wikidata  | Wohn- und Geschäftshaus                    |
| Kleukheimer Hauptstraße 22 (Standort)                         | Wohnstallhaus                              | Eingeschossig, mit Halbwalmdach, Giebelfachwerk, 18. Jahrhundert, Erdgeschoss um 1840 erneuert | D-4-78-120-210 Wikidata | Wohnstallhaus                              |
| Kleukheimer Hauptstraße 24 (Standort)                         | Wohnhaus                                   | Zweigeschossiges Walmdachhaus, Fachwerkobergeschoss, im Erdgeschoss Ecklisenen, bezeichnet „1825“ | D-4-78-120-99 Wikidata  | Wohnhaus                                   |
| Kleukheimer Hauptstraße 25 (Standort)                         | Wohnstallhaus                              | Zweigeschossig, mit Satteldach, vorderer Giebel Halbwalm, Fachwerkobergeschoss, im Erdgeschoss Eckpilaster, spätes 17./frühes 18. Jahrhundert | D-4-78-120-100 Wikidata | Wohnstallhaus                              |
| Kleukheimer Hauptstraße 26 (Standort)                         | Wohnhaus                                   | Zweigeschossiges Walmdachhaus, im Erdgeschoss Sandsteingliederungen, Zierfachwerk im Obergeschoss, spätes 17./frühes 18. Jahrhundert | D-4-78-120-101 Wikidata | Wohnhaus                                   |
| Kleukheimer Hauptstraße 27 (Standort)                         | Wohnhaus                                   | Zweigeschossiges traufständiges Gebäude, wohl mehrheitlich massiv, Walmdach mit großem Dachüberstand, hölzerne Zierformen im Traufgesims und den Eckausbildungen des Obergeschosses, erste Hälfte 18. Jahrhundert, barocke Stuckdecke im Obergeschoss, Hausmadonna | D-4-78-120-249 Wikidata | Wohnhaus                                   |
| Kleukheimer Hauptstraße 29 (Standort)                         | Wohnhaus                                   | Zweigeschossiges Walmdachhaus, im Obergeschoss Zierfachwerk, frühes 18. Jahrhundert | D-4-78-120-102 Wikidata | Wohnhaus                                   |
| Kleukheimer Hauptstraße 43 (Standort)                         | Wohnstallhaus                              | Eingeschossig, mit Halbwalmdach, Fachwerk, zweite Hälfte 18. Jahrhundert | D-4-78-120-104 Wikidata | Wohnstallhaus                              |
| Kleukheimer Hauptstraße 47 (Standort)                         | Wohnstallhaus                              | Zweigeschossig, mit Walmdach, im Obergeschoss Zierfachwerk, frühes 18. Jahrhundert, Erdgeschoss verändert | D-4-78-120-106 Wikidata | Wohnstallhaus                              |
| Kleukheimer Hauptstraße 49 (Standort)                         | Wohnhaus                                   | Eingeschossig, mit Satteldach, ein Giebel halb abgewalmt, Eckpilaster, 19. Jahrhundert, im 20. Jahrhundert um Drempel erhöht | D-4-78-120-107 Wikidata | Wohnhaus                                   |
| Kleukheimer Hauptstraße 51 (Standort)                         | Kruzifix                                   | Sandstein, bezeichnet „1733“ | D-4-78-120-238 Wikidata | Kruzifix                                   |
| Nähe Kleukheimer Hauptstraße, gegenüber der Kirche (Standort) | Kriegerdenkmal für 1914-1918 und 1939-1945 | Sandstein, rechteckiger Sockel mit Säule und Marienstatue | D-4-78-120-239 Wikidata | Kriegerdenkmal für 1914-1918 und 1939-1945 |
| Oberküpser Straße 4 (Standort)                                | Wohnhaus                                   | Eingeschossiges Satteldachhaus, Fachwerk, erste Hälfte 19. Jahrhundert | D-4-78-120-110 Wikidata | Wohnhaus                                   |
| Oberküpser Straße 9 (Standort)                                | Fachwerkhaus                               | Mit Satteldach, erste Hälfte 19. Jahrhundert | D-4-78-120-111 Wikidata | Fachwerkhaus                               |
| Schulplatz 1 (Standort)                                       | Wohnhaus                                   | Zweigeschossiger Fachwerkbau mit Satteldach, Giebel verschiefert, erste Hälfte 19. Jahrhundert | D-4-78-120-114 Wikidata | Wohnhaus                                   |
| Schulplatz 2 (Standort)                                       | Wohnhaus                                   | Eingeschossiges Satteldachhaus mit Zierfachwerk, erste Hälfte 19. Jahrhundert | D-4-78-120-115 Wikidata | Wohnhaus                                   |
| Schulplatz 4 (Standort)                                       | Wohnhaus                                   | Zweigeschossiger Walmdachbau, 1836 | D-4-78-120-116 Wikidata | Wohnhaus                                   |
| Steinweg 8 (Standort)                                         | Bauernhaus                                 | Zweigeschossiges Walmdachhaus, Zierfachwerk im Obergeschoss, frühes 18. Jahrhundert | D-4-78-120-113 Wikidata | Bauernhaus                                 |
| Steinbühl (Standort)                                          | Heiligenhäuschen                           | Stele mit Aufsatz, Bildnische mit Eisengitter, bezeichnet „MK 1743“ | D-4-78-120-237 Wikidata | Heiligenhäuschen                           |

### Kümmel
| Lage                                                                                        | Objekt        | Beschreibung | Akten-Nr.               | Bild          |
| ------------------------------------------------------------------------------------------- | ------------- | --- | ----------------------- | ------------- |
| Brunnwiesen, am nördlichen Ortsausgang, bei der Weggabelung hinter Rödeslgasse 8 (Standort) | Bildstock     | Sandsteinsäule mit vierseitigem Aufsatz, um 1720 von Johann Georg Burckhart                                           | D-4-78-120-123 Wikidata | Bildstock     |
| Am Kümmelbach 10 (Standort)                                                                 | Wohnstallhaus | Zweigeschossig, mit Satteldach, verkleidetes Fachwerkobergeschoss, im Erdgeschoss Eckpilaster, frühes 19. Jahrhundert | D-4-78-120-121 Wikidata | Wohnstallhaus |
| Am Kümmelbach 20 (Standort)                                                                 | Wohnstallhaus | Eingeschossig, mit Satteldach, Fachwerkgiebel, im Erdgeschoss Ecklisenen, zweite Hälfte 19. Jahrhundert               | D-4-78-120-119 Wikidata | Wohnstallhaus |
| Am Kümmelbach 22 (Standort)                                                                 | Wohnstallhaus | Eingeschossig, mit Satteldach, Fachwerkgiebel, im Erdgeschoss Eckpilaster, zweite Hälfte 19. Jahrhundert              | D-4-78-120-118 Wikidata | Wohnstallhaus |

### Kutzenberg

#### Bezirksklinikum Obermain
Ehemalige Oberfränkische Heil- und Pflegeanstalt (Lage). Weitläufige Gesamtanlage im Pavillonsystem in parkartig gestaltetem Gelände in den Formen des barockisierenden Historismus und des historisierenden Heimatstils, oft mit Fachwerk, 1904–08 nach Plänen von Spieß und 1910–16 nach Plänen von G. Frey, erschlossen über eine Lindenallee, von der ursprünglichen Anlage erhalten. Aktennummer: D-4-78-120-212. Die einzelnen Teilobjekte sind folgende.
- Stationsgebäude: Diagnostik und Therapiezentrum, 1913, umgebaut 1995 (Haus Nr. 4)
- Pflegeheim, 1914, umgebaut 2001 (Haus Nr. 5)
- Akutpsychiatrie, 1914, umgebaut 1962 und 1987 (Haus Nr. 6)
- Pflegeheim, 1906, umgebaut 1974 und 1994 (Haus Nr. 7)
- Ordensschwesternhaus, 1906 (Haus Nr. 8)
- Tagesklinik, 1906, umgebaut 1976 und 2000 (Haus Nr. 10)
- Krankenpflegeschule, 1906, umgebaut 1980 und 1998 (Haus Nr. 11)
- Kiosk mit Kegelbahn und Waschhaus, 1908 (Haus Nr. 17)
- Wohnhäuser für Ärzte und Pfleger: Wohnhaus 18, 1912, saniert 1972 (Haus Nr. 18)
- Direktions- und Verwaltungsgebäude, zwei bzw. dreigeschossiger Mansardwalmdachbau mit Dachreiter, 1906, umgebaut 1913 und 1916 (Haus Nr. 19)
- Festsaalbau mit Kirche, zweigeschossiger Mansardwalmdachbau mit Dachreiter, 1912, umgebaut 1960 und 1988 (Haus Nr. 20)
- Nebengebäude: Koch- und Waschküche, 1906, zum Diagnostik- u. Therapiezentrum umgebaut 2001 (Haus Nr. 22)
- Metzger- und Bäckerei, 1912, zum Personalwohnheim umgebaut 2001 (Haus Nr. 24)
- Wohnhaus 25, 1907, saniert 1993 (Haus Nr. 25)
- Wohnhaus 26, 1910, saniert 1996 (Haus Nr. 26)
- Wohnhaus 27, 1913, saniert 1996 (Haus Nr. 27)
- Wohnhaus 29, 1930, saniert 1963/64 und 1989 (Haus Nr. 29)
- Wohnhaus 32, 1936 (Haus Nr. 32)
- Ehemaliger Pferdestall, 1914 (Haus Nr. 33)
- Wohnhaus 38, 1907/12, saniert 1992 (Haus Nr. 38)
- Gartenpavillon, 1916, saniert 1999 (ohne Haus Nr.)
- Wasserwerk an der Lindenallee, 1906 (ohne Haus Nr.)
- Ehemalige Gutshofanlage mit Wohnhaus, 1912 (Haus Nr. 131)
- von Ebensfeld zuführende, im Klinkiumsbereich weitergeführte Lindenallee

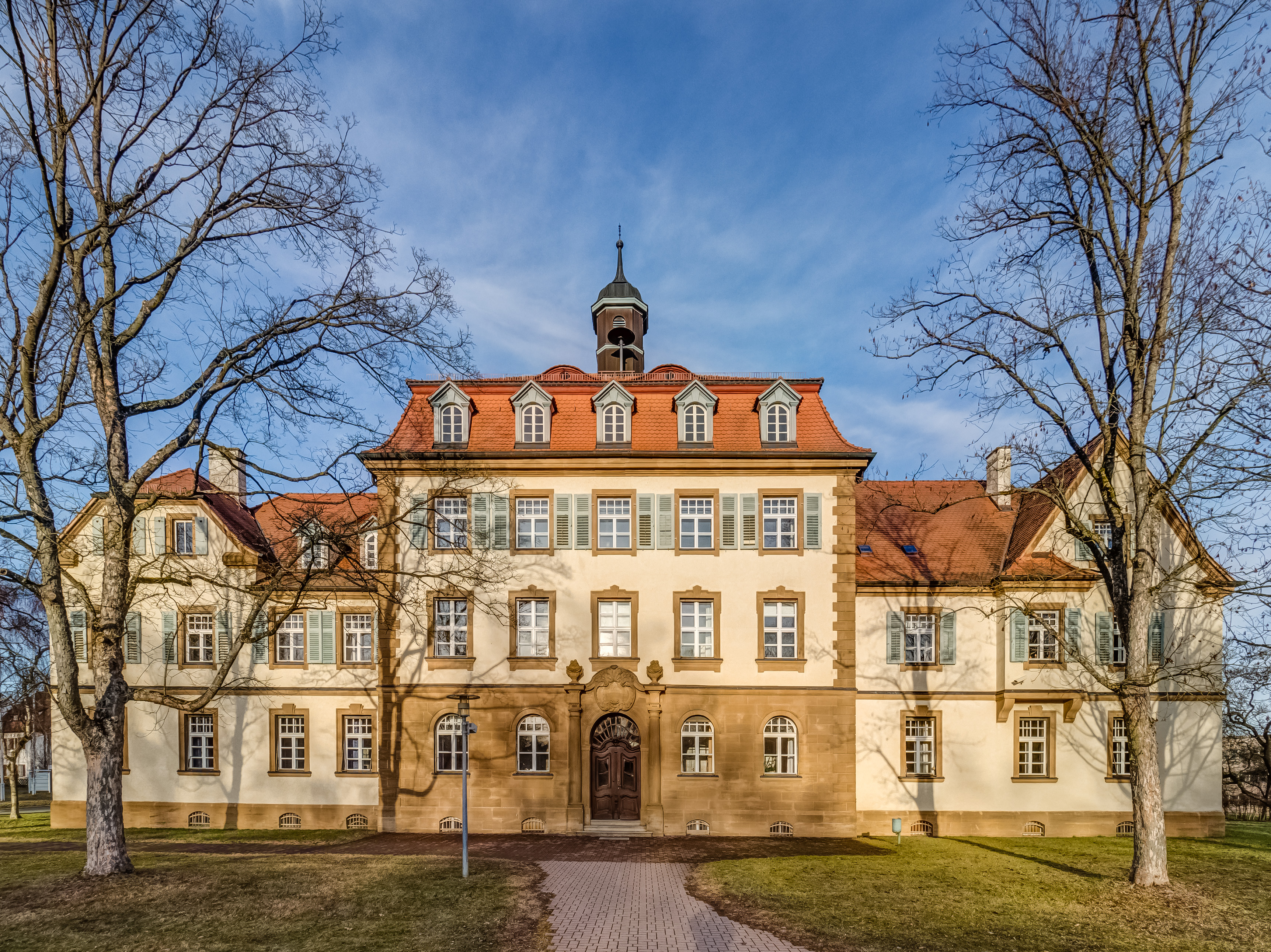
Direktions- und Verwaltungsgebäude (Haus Nr. 19)
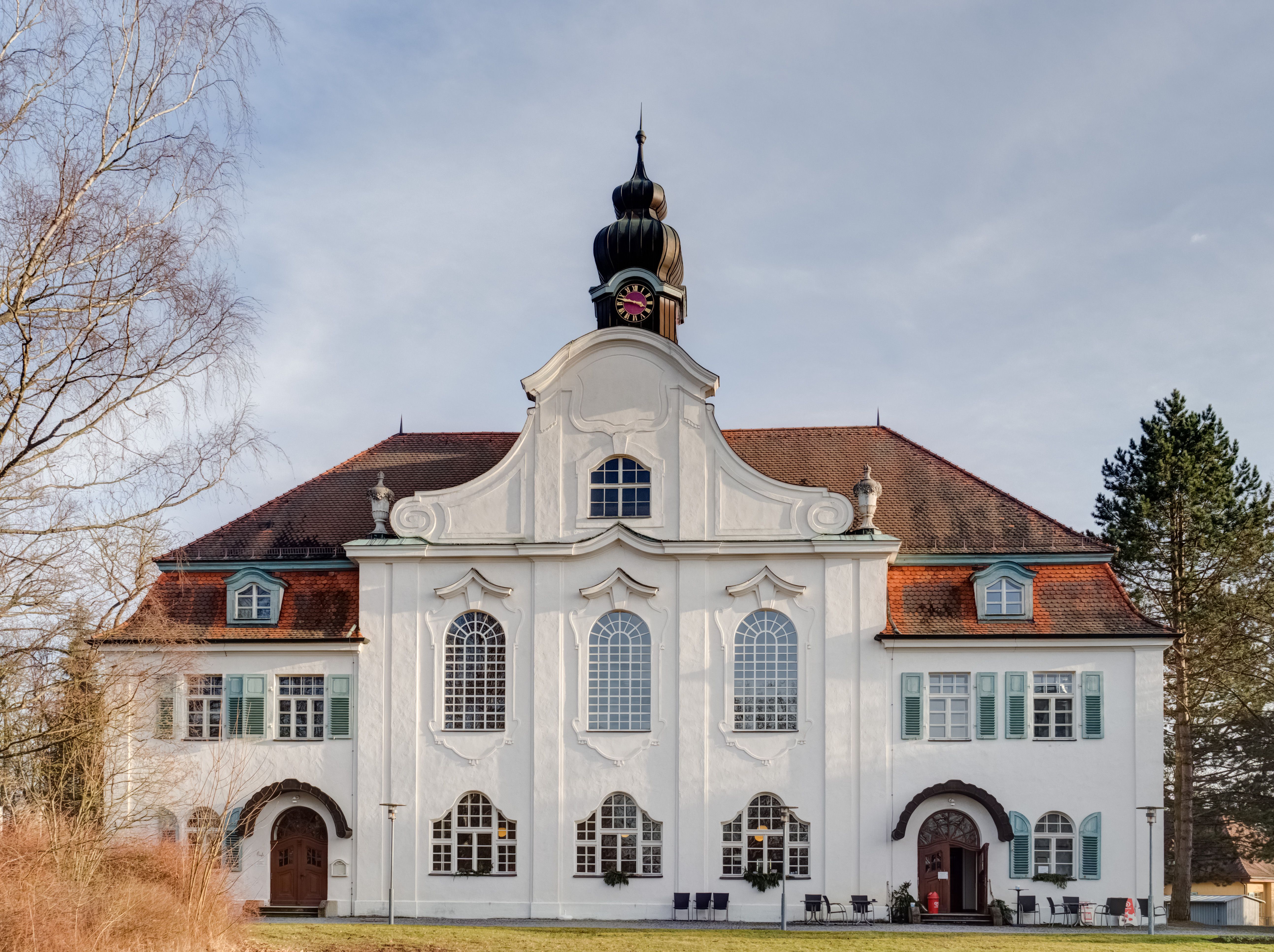
Festsaalbau mit Kirche (Haus Nr. 20)
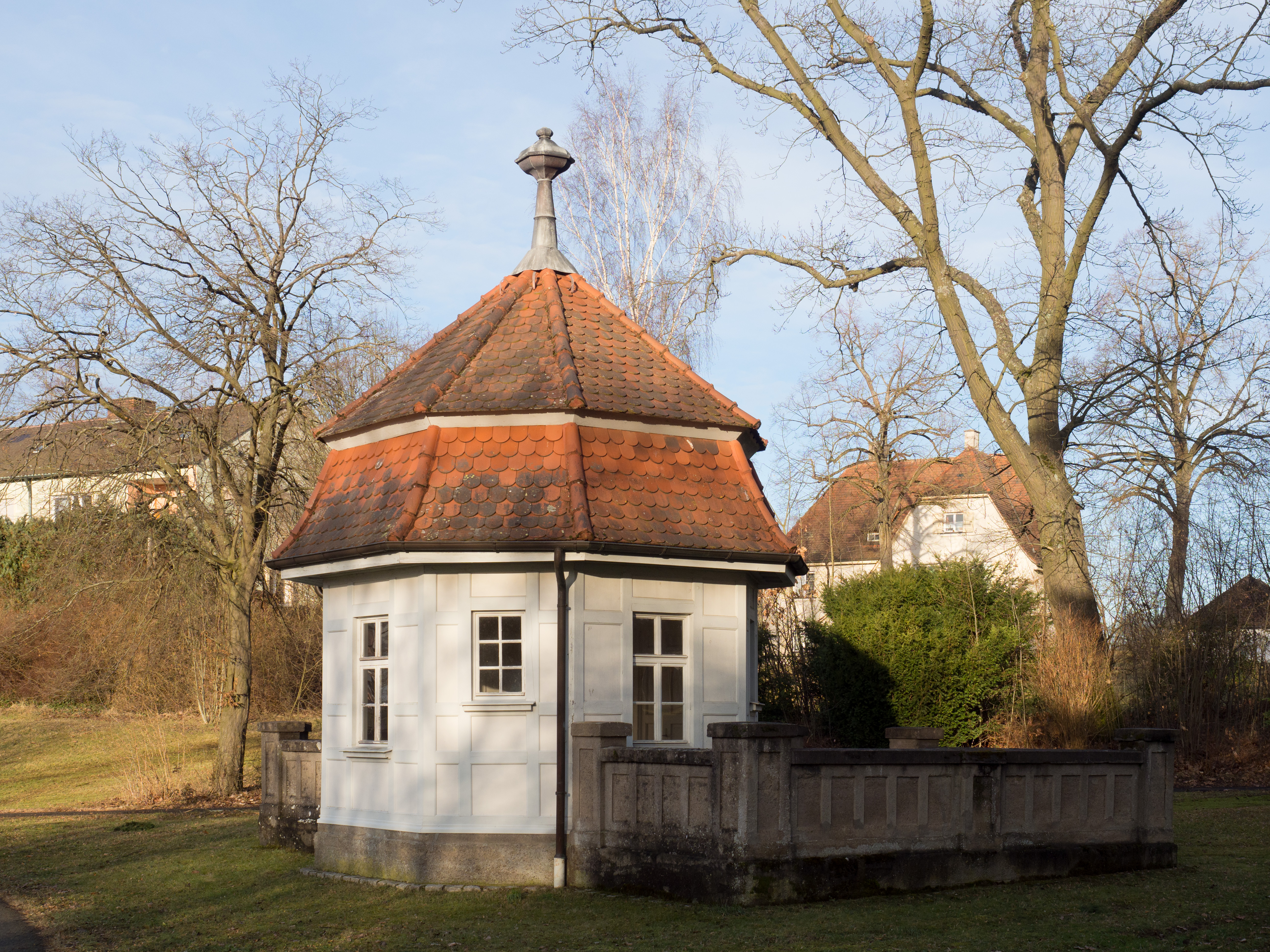
Gartenpavillon
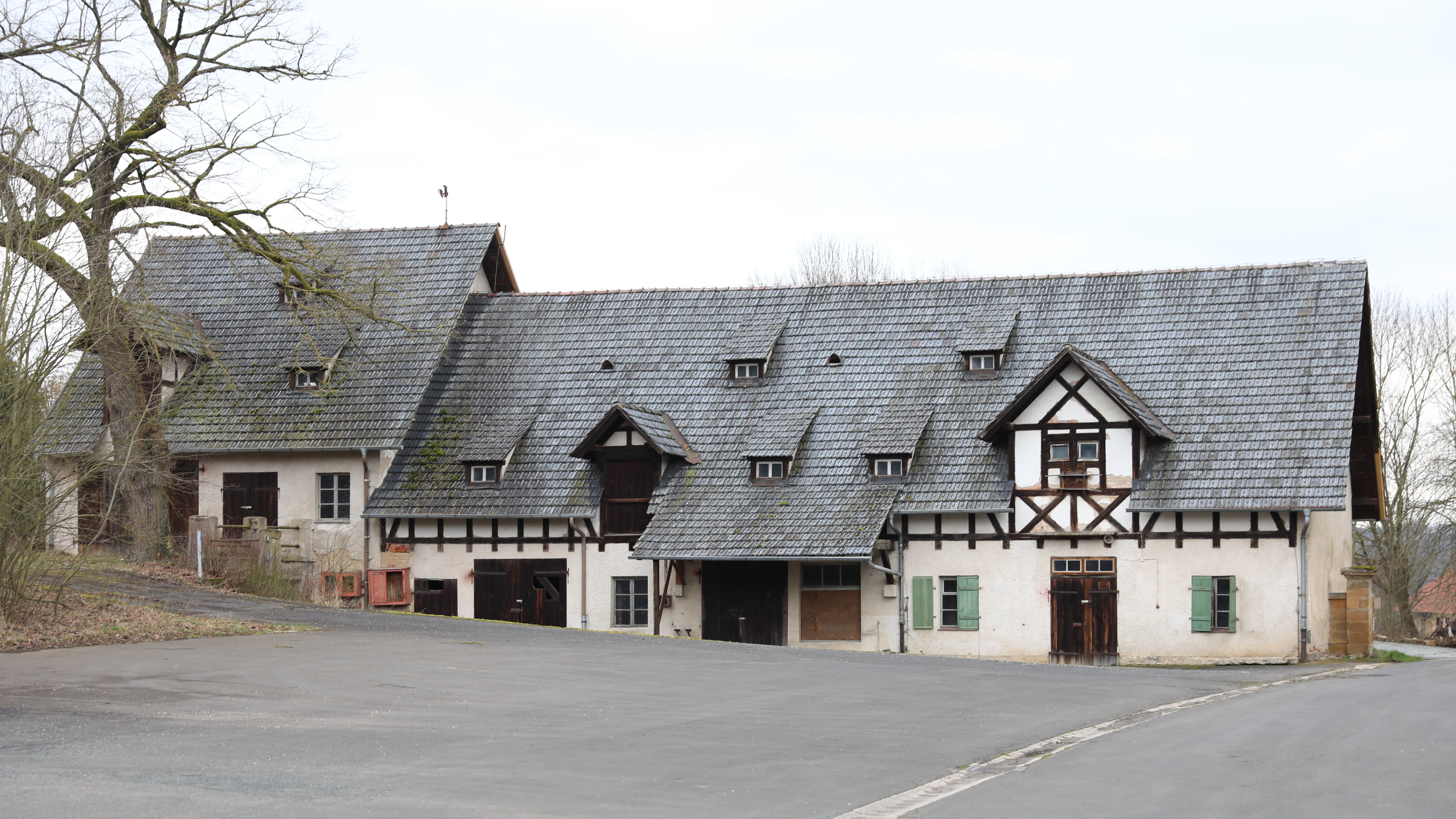
Pferdestall (Haus Nr. 33)
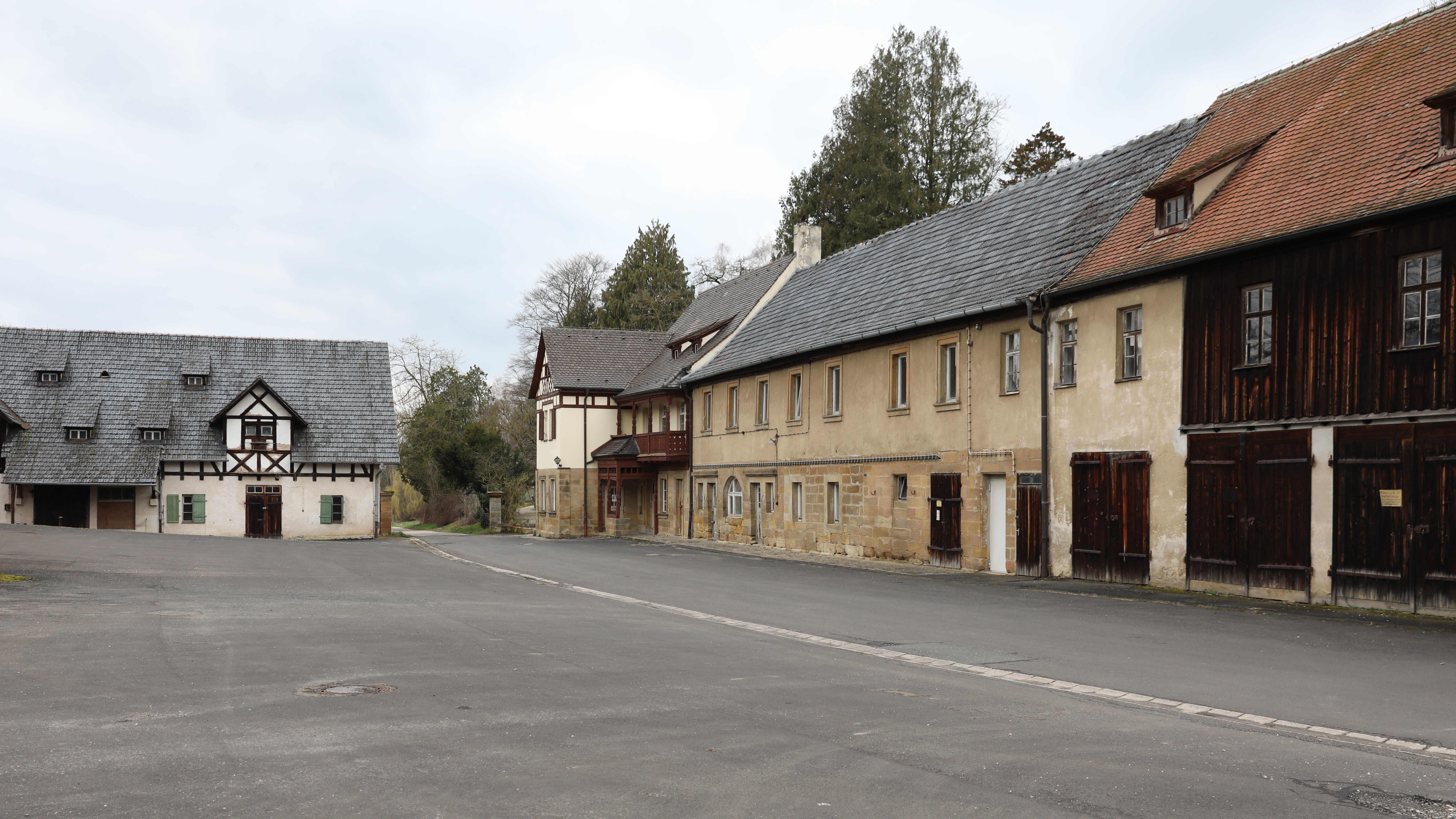
Gutshof (Haus Nr. 131)

### Messenfeld
| Lage                                                              | Objekt     | Beschreibung                                                                                           | Akten-Nr.               | Bild       |
| ----------------------------------------------------------------- | ---------- | --- | ----------------------- | ---------- |
| Kreuz, ca. 650 m südwestlich des Ortes (Standort)                 | Bildstock  | Sandstein, Säule mit vierseitigem Aufsatz, frühes 17. Jahrhundert                                      | D-4-78-120-129 Wikidata | Bildstock  |
| Messenfeld 15 (Standort)                                          | Kruzifix   | Sandstein, um 1900                                                                                     | D-4-78-120-124 Wikidata | Kruzifix   |
| Messenfeld 18 (Standort)                                          | Bildstock  | Sandstein, Säule mit korinthisierendem Kapitell, vierseitiger Aufsatz, zweites Viertel 18. Jahrhundert | D-4-78-120-125 Wikidata | Bildstock  |
| Von Döringstadt nach Messenfeld, am östlichen Ortsende (Standort) | Wegkapelle | Würfelförmiger Putzbau mit Zeltdach, 18. Jahrhundert, mit Ausstattung                                  | D-4-78-120-128 Wikidata | Wegkapelle |

### Mönchshof
| Lage                                                                            | Objekt                                   | Beschreibung                                                                                           | Akten-Nr.               | Bild                                     |
| ------------------------------------------------------------------------------- | ---------------------------------------- | --- | ----------------------- | ---------------------------------------- |
| Bernhardsgraben, Kreisstraße LIF 7, an der Straße Döringstadt-Wiesen (Standort) | Bildstock                                | Sandstein, Säule mit vierseitigem Aufsatz, mittleres 17. Jahrhundert                                   | D-4-78-120-131 Wikidata | Bildstock                                |
| Mönchshof 1 (Standort)                                                          | Ehemaliger Gutshof des Klosters Langheim | Dreiseitanlage, zweigeschossiges Wohnstallhaus mit Walmdach, Fachwerkobergeschoss, 18./19. Jahrhundert | D-4-78-120-130 Wikidata | Ehemaliger Gutshof des Klosters Langheim |

### Neudorf bei Ebensfeld
| Lage                        | Objekt                        | Beschreibung | Akten-Nr.               | Bild                          |
| --------------------------- | ----------------------------- | --- | ----------------------- | ----------------------------- |
| Am Birkacher Weg (Standort) | Rundbogenbrücke               | Einbogig, Sandstein, mit Sandsteinwiderlager, 18./19. Jahrhundert                                                        | D-4-78-120-234 Wikidata | Rundbogenbrücke               |
| In Neudorf (Standort)       | Katholische Kapelle Herz Jesu | Neugotischer Sandsteinquaderbau, 1899, mit Ausstattung                                                                   | D-4-78-120-132 Wikidata | Katholische Kapelle Herz Jesu |
| Neudorf 3 (Standort)        | Bildstock                     | Sandstein, Säule mit korinthisierendem Kapitell, vierseitiger Aufsatz, bezeichnet „1725/1726“, von Johann Georg Burchart | D-4-78-120-134 Wikidata | Bildstock                     |
| Neudorf 14 (Standort)       | Wohnhaus                      | Zweigeschossiges Bauernhaus mit Walmdach, verputztes Fachwerkobergeschoss, 1851                                          | D-4-78-120-133 Wikidata | Wohnhaus                      |

### Niederau
| Lage                                                    | Objekt      | Beschreibung                                                                                       | Akten-Nr.               | Bild        |
| ------------------------------------------------------- | ----------- | -------------------------------------------------------------------------------------------------- | ----------------------- | ----------- |
| In Niederau (Standort)                                  | Dorfbrunnen | Runder gebauchter Brunnentrog aus Sandstein, Vierkantpfeiler, darauf Satteldach, bezeichnet „1699“ | D-4-78-120-137 Wikidata | Dorfbrunnen |
| Tiefe Felder, 400 m östlich des Ortes (Standort)        | Bildstock   | Sandstein, Säule mit vierseitigem Aufsatz, bezeichnet „1707“ von Johannes Absalon Burckhart        | D-4-78-120-136 Wikidata | Bildstock   |
| Tiefe Felder, an der Straße nach Unterneuses (Standort) | Kruzifix    | Sandstein, gotisierend, mit Einfriedung, bezeichnet „1896“                                         | D-4-78-120-215 Wikidata | Kruzifix    |

### Oberbrunn
| Lage                                                 | Objekt                                    | Beschreibung | Akten-Nr.               | Bild           |
| ---------------------------------------------------- | ----------------------------------------- | --- | ----------------------- | -------------- |
| Am Schloßberg 2 (Standort)                           | Wohnhaus                                  | Zweigeschossiges Walmdachhaus, verputztes Fachwerkobergeschoss, Sandsteingliederungen, bezeichnet „1855“                                                                      | D-4-78-120-141 Wikidata | Wohnhaus       |
| Am Schloßberg 3 (Standort)                           | Wohnstallhaus                             | Langgestreckt, zweigeschossig, mit Satteldach, verputztes Fachwerkobergeschoss, bezeichnet „1819“                                                                             | D-4-78-120-138 Wikidata | Wohnstallhaus  |
| Am Schloßberg 3 (Standort)                           | Bildstock                                 | Sandsteinsäule mit vierseitigem Aufsatz, bezeichnet „1711“ | D-4-78-120-138 Wikidata | Bildstock      |
| Birkacher Straße 2 (Standort)                        | Wohnhaus                                  | Zweigeschossig, mit Satteldach, Sandsteinquaderbau mit Fachwerkobergeschoss, um 1890, Zwillingsbau zu Birkacher Straße 4                                                      | D-4-78-120-214 Wikidata | Wohnhaus       |
| Birkacher Straße 4 (Standort)                        | Wohnhaus                                  | Zweigeschossig, mit Satteldach, Sandsteinquaderbau mit Fachwerkobergeschoss, um 1890, Zwillingsbau zu Birkacher Straße 2                                                      | D-4-78-120-213 Wikidata | Wohnhaus       |
| Birkacher Straße 5 (Standort)                        | Wohnhaus                                  | Eingeschossiges Frackdachhaus mit Fachwerkobergeschoss, frühes 19. Jahrhundert                                                                                                | D-4-78-120-224 Wikidata | Wohnhaus       |
| Hofberglein, ca. 300 m westlich des Ortes (Standort) | Bildstock                                 | Sandsteinsäule mit vierseitigem Aufsatz, bezeichnet „1737“ | D-4-78-120-144 Wikidata | weitere Bilder |
| Nähe Laurenzistraße (Standort)                       | Katholische Filialkirche Sankt Laurentius | Saalbau mit eingezogenem Chor und Einturmfassade, 1743/50 nach Plänen von Johann Jakob Michael Küchel, mit Ausstattung                                                        | D-4-78-120-142 Wikidata | weitere Bilder |
| Laurenzistraße 3 (Standort)                          | Bildstock                                 | Sandsteinsäule mit vierseitigem Aufsatz, bezeichnet „1700“ | D-4-78-120-143 Wikidata | Bildstock      |
| Wiesenweg 8 (Standort)                               | Bauernhof                                 | Eingeschossiges Wohnstallhaus mit Satteldach, im Kern Fachwerkbau, erste Hälfte 19. Jahrhundert, Fachwerkscheune mit Satteldach und massiver Türeinfassung, bezeichnet „1796“ | D-4-78-120-139 Wikidata | Bauernhof      |
| Wiesenweg 10 (Standort)                              | Wohnstallhaus                             | Eingeschossig, mit Satteldach, Fachwerk, erste Hälfte 19. Jahrhundert, Fachwerkscheune mit Satteldach, erste Hälfte 19. Jahrhundert                                           | D-4-78-120-140 Wikidata | Wohnstallhaus  |
| Ziegelanger 7 (Standort)                             | Bildstock                                 | Säule auf Podest mit vierseitigem Aufsatz mit Bildnischen und rundbogigen Muschelgiebeln, bezeichnet „1694“                                                                   | D-4-78-120-248 Wikidata | BW             |

### Oberküps
| Lage                                          | Objekt                                   | Beschreibung                                                                                                  | Akten-Nr.               | Bild           |
| --------------------------------------------- | ---------------------------------------- | --- | ----------------------- | -------------- |
| Gewend, nördlich des Kellbachs (Standort)     | Bildstock                                | Mit korinthischem Kapitell und Aufsatz, erste Hälfte 18. Jahrhundert                                          | D-4-78-120-236 Wikidata | Bildstock      |
| Oberküps 14 (Standort)                        | Wohnstallhaus                            | Eingeschossig, mit Satteldach, Fachwerkgiebel, erste Hälfte 19. Jahrhundert                                   | D-4-78-120-147          | Wohnstallhaus  |
| Oberküps 20 (Standort)                        | Wohnstallhaus                            | Zweigeschossig, mit Satteldach, Fachwerkobergeschoss, mittleres 18. Jahrhundert                               | D-4-78-120-152 Wikidata | Wohnstallhaus  |
| Oberküps 29 (Standort)                        | Wohnstallhaus                            | Eingeschossig, mit Satteldach, reiches Zierfachwerk, 17./18. Jahrhundert                                      | D-4-78-120-151 Wikidata | Wohnstallhaus  |
| Oberküps 51 (Standort)                        | Wohnstallhaus                            | Eingeschossig, mit Satteldach, Fachwerkgiebel, erste Hälfte 19. Jahrhundert                                   | D-4-78-120-150          | Wohnstallhaus  |
| Oberküps 53 (Standort)                        | Wohnstallhaus                            | Eingeschossig, mit Satteldach, Fachwerk, zweite Hälfte 18. Jahrhundert                                        | D-4-78-120-149 Wikidata | Wohnstallhaus  |
| In Oberküps (Standort)                        | Katholische Filialkirche Sankt Katharina | Einturmfassade, Langhaus mit eingezogenem Chor, 1798-1802 nach Plänen von Johann Lorenz Fink, mit Ausstattung | D-4-78-120-146 Wikidata | weitere Bilder |
| In Oberküps, am Aufgang zur Kirche (Standort) | Bildstock                                | Sandstein, Säule mit ionischem Kapitell, vierseitiger Aufsatz, um 1700                                        | D-4-78-120-153          | Bildstock      |
| Stilleite (Standort)                          | Bildstock                                | Mit ionischem Kapitel und Aufsatz, bezeichnet „1692“                                                          | D-4-78-120-235 Wikidata | Bildstock      |

### Peusenhof
| Lage                     | Objekt                                                            | Beschreibung | Akten-Nr.               | Bild                                                              |
| ------------------------ | ----------------------------------------------------------------- | --- | ----------------------- | ----------------------------------------------------------------- |
| Peusenhof 1 (Standort)   | Oberhof                                                           | Zweigeschossiges Bauernhaus mit Satteldach, Fachwerkobergeschoss, Giebelseite verschiefert, im Erdgeschoss Ecklisenen, bezeichnet „1866“ | D-4-78-120-155 Wikidata | Oberhof                                                           |
| Peusenhof 1 (Standort)   | Kruzifix                                                          | Sandstein, bezeichnet „1891“, vor Haus Nummer 1, Korpus abgegangen | D-4-78-120-159 Wikidata | Kruzifix                                                          |
| Peusenhof 2 (Standort)   | Gutshof der ehemaligen Benediktinerabtei Sankt Michael zu Bamberg | Zweigeschossiger, verputzter Mansarddachbau, mit Fachwerkobergeschoss, wohl 18. Jahrhundert | D-4-78-120-156 Wikidata | Gutshof der ehemaligen Benediktinerabtei Sankt Michael zu Bamberg |
| Peusenhof 2 ½ (Standort) | Bildstock                                                         | Sandstein, Säule mit vierseitigem Aufsatz, bezeichnet „1689“ | D-4-78-120-158 Wikidata | Bildstock                                                         |
| Peusenhof 2 ½ (Standort) | Bauernhaus                                                        | Zweigeschossiger Satteldachbah, mit Fachwerkobergeschoss, Erdgeschoss aus Sandsteinquadern, mit Segmentbogenrahmen, Giebel verschiefert, bezeichnet 1866; „Neydecker“-Wappenrelief am Kellerhaus, 1. Hälfte 17. Jahrhundert; Fachwerkscheune, eingeschossiger Satteldachbau mit Fachwerkkniestock und Sandsteinrahmen, Ende 19. Jahrhundert | D-4-78-120-157 Wikidata | Bauernhaus                                                        |

### Pferdsfeld
| Lage                                                                            | Objekt        | Beschreibung | Akten-Nr.               | Bild          |
| ------------------------------------------------------------------------------- | ------------- | --- | ----------------------- | ------------- |
| Eben, am Weg zum Veitsrangen (Standort)                                         | Bildstock     | Sandstein, Säule mit vierseitigem Aufsatz, bezeichnet „1693“                                                                                          | D-4-78-120-163 Wikidata | BW            |
| Pferdsfeld 14 (Standort)                                                        | Wohnstallhaus | Eingeschossig, mit Halbwalmdach, Fachwerk, zweites Viertel 19. Jahrhundert                                                                            | D-4-78-120-161 Wikidata | Wohnstallhaus |
| Pferdsfeld 19 (Standort)                                                        | Gemeindehaus  | Zweigeschossiges Walmdachhaus mit Dachreiter, Fachwerk, frühes 18. Jahrhundert                                                                        | D-4-78-120-160 Wikidata | Gemeindehaus  |
| Pferdsfeld 25 (Standort)                                                        | Kruzifix      | Sandstein, bezeichnet „1899“ | D-4-78-120-242          | Kruzifix      |
| Pferdsfeld 51 (Standort)                                                        | Kruzifix      | Sandstein, mit gotisierendem Sockel, bezeichnet „1904“                                                                                                | D-4-78-120-217 Wikidata | Kruzifix      |
| In Pferdsfeld, an der Ortskapelle (Standort)                                    | Bildstock     | Sandstein, Säule mit korinthischem Kapitell, vierseitiger Aufsatz, bezeichnet „1733“                                                                  | D-4-78-120-162 Wikidata | Bildstock     |
| In Pferdsfeld, am Ortsrand gegen Unterneuses (Standort)                         | Bildstock     | Sandstein, Vierkantsockel, Säule mit ionischem Kapitell, vierseitiger Aufsatz, spätes 17./frühes 18. Jahrhundert                                      | D-4-78-120-164 Wikidata | Bildstock     |
| In Pferdsfeld, im Ort, an der Straße nach Staffelstein, am Haselbach (Standort) | Bildstock     | Sandstein, Vierkantsockel mit Säule, vierseitiger Aufsatz, spätes 17./frühes 18. Jahrhundert                                                          | D-4-78-120-167 Wikidata | Bildstock     |
| In Pferdsfeld, an der Straße nach Staffelstein, am Haselbach (Standort)         | Bildhäuschen  | Sandstein, Vierkantsockel, Gebäude mit rundbogiger vergitterter Nische, frühes 19. Jahrhundert                                                        | D-4-78-120-168 Wikidata | Bildhäuschen  |
| In Pferdsfeld (Standort)                                                        | Bildstock     | Bildstock, Sandstein, weinumrankte Säule mit ionischem Kapitell, vierseitiger Aufsatz, letztes Viertel 17. Jahrhundert, am Ortsrand gegen Unterneuses | D-4-78-120-165 Wikidata | Bildstock     |
| Von Pferdsfeld nach Staffelstein, an der Straße nach Staffelstein (Standort)    | Bildstock     | Sandstein, gebauchter Vierkantsockel, Säule mit vierseitigem Aufsatz, bezeichnet „1746“                                                               | D-4-78-120-166 Wikidata | Bildstock     |
| An der Straße nach Staffelstein (Standort)                                      | Sommerkeller  | Keller aus Sandsteinquadern mit paarweisem Lindenbestand, erste Hälfte 19. Jahrhundert                                                                | D-4-78-120-216 Wikidata | Sommerkeller  |

### Prächting
| Lage                                                                                         | Objekt               | Beschreibung | Akten-Nr.               | Bild                 |
| -------------------------------------------------------------------------------------------- | -------------------- | --- | ----------------------- | -------------------- |
| Alte Dorfstraße 6 (Standort)                                                                 | Sandsteinrelief      | Marienkrönung, spätes 18./frühes 19. Jahrhundert                                                                  | D-4-78-120-170 Wikidata | BW                   |
| Alte Dorfstraße 14 (Standort)                                                                | Wohnhaus             | Eingeschossiges Fachwerkhaus mit Satteldach, frühes 19. Jahrhundert                                               | D-4-78-120-169          | Wohnhaus             |
| Feuerwehrplatz 1 (Standort)                                                                  | Wohnhaus             | Eingeschossiges Frackdachhaus, Fachwerk, bezeichnet „1832“                                                        | D-4-78-120-175 Wikidata | Wohnhaus             |
| Feuerwehrplatz 2 (Standort)                                                                  | Wohnhaus             | Eingeschossiges Satteldachhaus, Eckpilaster, Fachwerkgiebel, zweite Hälfte 18. Jahrhundert                        | D-4-78-120-174 Wikidata | Wohnhaus             |
| Hanstraße, an der Straße zur Hankirche, unterhalb des Friedhofs (Standort)                   | Bildstock            | Säule mit vierseitigem Aufsatz, spätes 17. Jahrhundert                                                            | D-4-78-120-178 Wikidata | Bildstock            |
| Kehl, ca. 100 m unterhalb der Kirche (Standort)                                              | Kreuzträger          | Sandstein, bezeichnet „1720“ von Johannes Absalon Burckhart                                                       | D-4-78-120-179 Wikidata | Kreuzträger          |
| Holzweg 2 (Standort)                                                                         | Ehemaliges Schulhaus | Zweigeschossiges Walmdachhaus mit Dachreiter, Fachwerkobergeschoss, Sandsteingliederungen, 1823 über älterem Kern | D-4-78-120-243 Wikidata | Ehemaliges Schulhaus |
| Berg, beim Gießhügel an der ehemals Hohen Straße (Standort)                                  | Kreuzstein           | Mittelalterlich                                                                                                   | D-4-78-120-263          | BW                   |
| Staatsstraße 2187, Wolfsanger, an der Straße nach Ebensfeld, bei der Preßlermühle (Standort) | Bildstock            | Sandstein, Säule mit ionischem Kapitell, vierseitiger Aufsatz, bezeichnet „1732“                                  | D-4-78-120-177 Wikidata | Bildstock            |
| Zeitelbachweg 1 (Standort)                                                                   | Wohnstallhaus        | Zweigeschossig, mit Walmdach, verkleidetes Fachwerkobergeschoss, spätes 18. Jahrhundert                           | D-4-78-120-176 Wikidata | Wohnstallhaus        |

### Sträublingshof
| Lage                                           | Objekt        | Beschreibung                                                                          | Akten-Nr.               | Bild           |
| ---------------------------------------------- | ------------- | ------------------------------------------------------------------------------------- | ----------------------- | -------------- |
| Peunt, auf dem „Sandhügel“ (Standort)          | Bildstock     | Sandstein, Säule mit ionischem Kapitell, vierseitiger Aufsatz, bezeichnet „1712“      | D-4-78-120-220 Wikidata | Bildstock      |
| Nähe Schlößleinsweg, am Ortseingang (Standort) | Wegkapelle    | Kleiner Sandsteinquaderbau mit vierseitiger Haube, bezeichnet „1849“; mit Ausstattung | D-4-78-120-180 Wikidata | weitere Bilder |
| Sträublingshof 1 (Standort)                    | Wohnstallhaus | Eingeschossig, mit Satteldach, Fachwerk, verputzt, wohl 18. Jahrhundert               | D-4-78-120-181 Wikidata | Wohnstallhaus  |
| Sträublingshof 2 (Standort)                    | Wohnstallhaus | Zweigeschossig, mit Satteldach, 18. Jahrhundert, Umbauten von 1923                    | D-4-78-120-182 Wikidata | Wohnstallhaus  |

### Unterbrunn
| Lage                                                                                         | Objekt                                     | Beschreibung | Akten-Nr.               | Bild           |
| -------------------------------------------------------------------------------------------- | ------------------------------------------ | --- | ----------------------- | -------------- |
| Dorfstraße 13 (Standort)                                                                     | Wohnhaus                                   | Zweigeschossiges traufständiges Walmdachhaus, Sandsteingliederungen, frühes 19. Jahrhundert                                         | D-4-78-120-185 Wikidata | Wohnhaus       |
| Dorfstraße 21 (Standort)                                                                     | Wohnstallhaus                              | Zweigeschossig, mit Satteldach, Fachwerkobergeschoss, mittleres 19. Jahrhundert, Erdgeschoss teilweise erneuert                     | D-4-78-120-186 Wikidata | Wohnstallhaus  |
| Nähe Dorfstraße (Standort)                                                                   | Katholische Filialkirche Maria Himmelfahrt | Sandsteinquaderbau, dreichachsiges Langhaus mit eingezogenem Chor, Westturm, 1872/75, mit Ausstattung                               | D-4-78-120-183 Wikidata | weitere Bilder |
| Graserweg, an der Straße nach Rattelsdorf, an der Abzweigung nach Unterleiterbach (Standort) | Bildstock                                  | Sandstein, vierseitiger Aufsatz Mitte 18. Jahrhundert, Sockel, Schaft und Kämpferplatte erneuert                                    | D-4-78-120-241 Wikidata | Bildstock      |
| Kreisstraße LIF 8, an der Straße nach Rattelsdorf (Standort)                                 | Kruzifix                                   | Holz, 1913 | D-4-78-120-188 Wikidata | Kruzifix       |
| Leiten, an der Straße nach Rattelsdorf, 200 m südlich des Ortsrandes (Standort)              | Bildstock                                  | Sandstein, Vierkantsockel, Säule mit korinthischem Kapitell, vierseitiger Aufsatz, bezeichnet „1726“ von Johannes Absalon Burckhart | D-4-78-120-189 Wikidata | Bildstock      |

### Unterküps
| Lage                                                                           | Objekt              | Beschreibung | Akten-Nr.               | Bild          |
| ------------------------------------------------------------------------------ | ------------------- | --- | ----------------------- | ------------- |
| Au, am Weg zur Vorderen Reut (Standort)                                        | Feldkapelle         | Sandsteinquaderbau mit Satteldach, mittleres 19. Jahrhundert, mit Ausstattung                                    | D-4-78-120-193          | Feldkapelle   |
| Au, ca. 400 m vom westlichen Ortsrand, am Feldweg zur Vorderen Reut (Standort) | Bildstock           | Sandstein, gewundene weinumrankte Säule, vierseitiger Aufsatz, um 1690                                           | D-4-78-120-195 Wikidata | Bildstock     |
| Au, am westlichen Ortsrand (Standort)                                          | Bildstock           | Sandstein, Säule mit ionischem Kapitell, vierseitiger Aufsatz, um 1710/20                                        | D-4-78-120-194 Wikidata | Bildstock     |
| Auäcker, am Weg nach Roschlaub (Standort)                                      | Bildstock           | Sandstein, Säule mit ionischem Kapitell, vierseitiger Aufsatz, bezeichnet „1715“, von Johannes Absalon Burckhart | D-4-78-120-196 Wikidata | Bildstock     |
| Unterküps 5 (Standort)                                                         | Ehemaliges Gasthaus | Zweigeschossiges Satteldachhaus, im Westen mit Walm, Fachwerkobergeschoss, frühes 18. Jahrhundert                | D-4-78-120-191 Wikidata | BW            |
| Unterküps 6 (Standort)                                                         | Wohnstallhaus       | Eingeschossig, mit Satteldach, Fachwerkgiebel, frühes 19. Jahrhundert                                            | D-4-78-120-192 Wikidata | Wohnstallhaus |

### Unterneuses
| Lage                                                                  | Objekt                                      | Beschreibung                                                                                  | Akten-Nr.               | Bild            |
| --------------------------------------------------------------------- | ------------------------------------------- | --------------------------------------------------------------------------------------------- | ----------------------- | --------------- |
| Glesengasse, an der Abzweigung Glesengasse/Haselbachstraße (Standort) | Kruzifix                                    | Sandstein, bezeichnet „1827“                                                                  | D-4-78-120-244 Wikidata | Kruzifix        |
| Haselbachstraße 6 (Standort)                                          | Wohnstallhaus                               | Zweigeschossig, mit Halbwalmdach, Fachwerk, frühes 19. Jahrhundert                            | D-4-78-120-198 Wikidata | Wohnstallhaus   |
| Nähe Haselbachstraße (Standort)                                       | Wohnstallhaus                               | Eingeschossig, mit Satteldach, vorderer Giebel mit Halbwalm, Fachwerk, spätes 18. Jahrhundert | D-4-78-120-199 Wikidata | Wohnstallhaus   |
| Melm, an der Staatsstraße 2197 nach Staffelstein (Standort)           | Bildstock                                   | Sandstein, Säule mit korinthischem Kapitell, vierseitiger Aufsatz, um 1700                    | D-4-78-120-200          | Bildstock       |
| Pferdsfelder Straße 1 (Standort)                                      | Nebengebäude                                | Mit Satteldach, Sandsteinquader und Fachwerk                                                  | D-4-78-120-221 Wikidata | Nebengebäude    |
| Pferdsfelder Straße 1 (Standort)                                      | Rundbogennische                             | Mit Kruzifix, Ende 19. Jahrhundert (Kruzifix bezeichnet „1899“)                               | D-4-78-120-221 Wikidata | Rundbogennische |
| Pferdsfelder Straße 10 (Standort)                                     | Katholische Kapelle Unbeflecktes Herz Mariä | Neugotisch, 1904, 1966 erweitert, bauzeitliche Ausstattung                                    | D-4-78-120-222 Wikidata | weitere Bilder  |

## Ehemalige Baudenkmäler
In diesem Abschnitt sind Objekte aufgeführt, die früher einmal in der Denkmalliste eingetragen waren, jetzt aber nicht mehr. Objekte, die in anderem Zusammenhang – also z. B. als Teil eines Baudenkmals – weiter eingetragen sind, sollen hier nicht aufgeführt werden. Aktennummern in diesem Abschnitt sind ehemalige, jetzt nicht mehr gültige Aktennummern.

| Lage                                                                     | Objekt                        | Beschreibung                                        | Akten-Nr.               | Bild |
| ------------------------------------------------------------------------ | ----------------------------- | --------------------------------------------------- | ----------------------- | ---- |
| Ebensfeld Friedenslinde 4 (Standort)                                     | Satteldachhaus                | Eingeschossig, 18./19. Jahrhundert                  | D-4-78-120-2 Wikidata   | BW   |
| Ebensfeld Hauptstraße 24 (Standort)                                      | Wohnstallfachwerkhaus         | Spätes 17. Jahrhundert                              | D-4-78-120-5 Wikidata   | BW   |
| Ebensfeld Hauptstraße 52 (Standort)                                      | Kriebels Gaststätte           | Halbwalmdachhaus, erste Hälfte 18. Jahrhundert      | D-4-78-120-13 Wikidata  | BW   |
| Ebensfeld Kirchgasse 2 (Standort)                                        | Satteldachhaus                | Fachwerk im Giebel, zweite Hälfte 18. Jahrhundert   | D-4-78-120-15 Wikidata  | BW   |
| Birkach 300 m südlich vom Ortsrand ()                                    | Bildstock                     | Wohl 18. Jahrhundert                                | D-4-78-120-43 Wikidata  |      |
| Döringstadt Bischof-Senger-Straße 25 (Standort)                          | Wohnstall                     | Eingeschossig, Fachwerkhaus, Anfang 19. Jahrhundert | D-4-78-120-57 Wikidata  | BW   |
| Draisdorf Eierbergweg 2 (Standort)                                       | Halbwalmdachhaus              | Mittleres 19. Jahrhundert                           | D-4-78-120-72 Wikidata  | BW   |
| Eggenbach Eggenbacher Hauptstraße 29 (Standort)                          | Halbwalmdachhaus              | Eingeschossig, erste Hälfte 19. Jahrhundert         | D-4-78-120-79 Wikidata  | BW   |
| Kleukheim Am Froschbach 7 (Standort)                                     | Kleinhaus                     | Mit Halbwalmdach, Fachwerk, frühes 19. Jahrhundert  | D-4-78-120-208 Wikidata | BW   |
| Kleukheim Bergstraße 8 (Standort)                                        | Halbwalmdachhaus              | Mit Zierfachwerk, erste Hälfte 19. Jahrhundert      | D-4-78-120-94 Wikidata  | BW   |
| Kleukheim Gartenstraße 13 (Standort)                                     | Wohnstallhaus                 | Erste Hälfte 19. Jahrhundert                        | D-4-78-120-95 Wikidata  | BW   |
| Kleukheim Steinweg 7 (Standort)                                          | Fachwerkbau                   | Mitte 19. Jahrhundert                               | D-4-78-120-112 Wikidata | BW   |
| Kleukheim Hauptstraße 39 (Standort)                                      | Sandsteinrelief               | 18./19. Jahrhundert                                 | D-4-78-120-103 Wikidata | BW   |
| Kleukheim Oberküpser Straße 1 (Standort)                                 | Wohnstallhaus                 | Erste Hälfte 19. Jahrhundert                        | D-4-78-120-109          | BW   |
| Kümmel Am Kümmelbach 16 (Standort)                                       | Wohnstallhaus                 | Fachwerk, frühes 19. Jahrhundert                    | D-4-78-120-120 Wikidata | BW   |
| Kümmel Am Kümmelbach 19 (Standort)                                       | Traufseithaus                 | Frühes 19. Jahrhundert                              | D-4-78-120-122 Wikidata | BW   |
| Kutzenberg Westlich des Gutshofs ()                                      | Bildstock                     | Sandstein, um 1710                                  | D-4-78-120-223 Wikidata |      |
| Messenfeld Haus Nr. 7 ()                                                 | Wohnstallfachwerkhaus         | Eingeschossig, erste Hälfte 19. Jahrhundert         | D-4-78-120-126 Wikidata |      |
| Oberküps Oberküps 10 (Standort)                                          | Wohnstallhaus                 | Mit Fachwerkgiebel, mittleres 18. Jahrhundert       | D-4-78-120-148 Wikidata | BW   |
| Prächting Marienweg 1 (Standort)                                         | Fachwerkhaus                  | Eingeschossig, mittleres 19. Jahrhundert            | D-4-78-120-173 Wikidata | BW   |
| Unterbrunn Ca. 200 m nordwestlich des Friedhofs ()                       | Marter                        | Vierkantsockel, frühes 18. Jahrhundert              | D-4-78-120-190 Wikidata |      |
| Unterbrunn Dorfstraße 8 (Standort)                                       | Hausfigur                     | Holz, Pietà, 17./18. Jahrhundert                    | D-4-78-120-187 Wikidata | BW   |
| Unterbrunn Nähe Dorfstraße, zwischen Kirche und Dorfstraße 17 (Standort) | Folge von Sandsteinmonolithen | Wohl 19. Jahrhundert                                | D-4-78-120-218 Wikidata | BW   |
| Unterbrunn Dorfstraße 12 (Standort)                                      | Scheune                       | Fachwerk, mit Satteldach, bezeichnet „1781“         | D-4-78-120-219 Wikidata | BW   |
| Unterküps Nördlich des Kellbaches ()                                     | Marter                        | Sandsteinsäule, erste Hälfte 18. Jahrhundert        | D-4-78-120-197          |      |

## Abgegangene Baudenkmäler
In diesem Abschnitt sind Objekte aufgeführt, die früher einmal in der Denkmalliste eingetragen waren, jetzt aber nicht mehr existieren, z. B. weil sie abgebrochen wurden. Aktennummern in diesem Abschnitt sind ehemalige, jetzt nicht mehr gültige Aktennummern.

| Lage                                  | Objekt          | Beschreibung | Akten-Nr.               | Bild           |
| ------------------------------------- | --------------- | --- | ----------------------- | -------------- |
| Ebensfeld Bahnhofstraße 18 (Standort) | Bahnhofsgebäude | Zweigeschossiger Sandsteinquaderbau mit Walmdach, eineinhalbgeschossiger Anbau nach Süden mit Satteldach („Bahnwärterkaserne“), 1846 von Eduard Rüber nach Plänen von Friedrich Bürklein, Erweiterung nach Norden 1895, Vergrößerung des Stellwerkvorbaus 1955; 2015 wurde das Gebäude im Rahmen des Ausbaus der Bahnstrecke abgebrochen. | D-4-78-120-1 Wikidata   | weitere Bilder |
| Niederau Niederau 5 (Standort)        | Wohnstallhaus   | Eingeschossig, mit Halbwalmdach, Fachwerk, spätes 18./frühes 19. Jahrhundert. Vor September 2023 abgegangen. | D-4-78-120-135 Wikidata | Wohnstallhaus  |